# Beaunay

Beaunay este o comună în departamentul Marne, Franța. În 2009 avea o populație de 99 de locuitori.